# Gartempe (reka)
Gartempe je 190 km dolga reka v zahodni Franciji, levi pritok reke Creuse. Izvira na planoti Millevaches, od tam teče sprva proti zahodu, nato pa proti severu in se v La Roche-Posayu izliva v Creuse.

## Geografija

### Porečje
- levi pritoki:
  - Vincou, Couze, Ardour,
- desni pritoki:
  - Anglin, Brame, Semme

### Departmaji in kraji
Reka Gartempe teče skozi naslednje departmaje in kraje:
- Creuse: Peyrabout (izvir), Le Grand-Bourg,
- Haute-Vienne: Châteauponsac, Bessines-sur-Gartempe
- Vienne: Montmorillon, Saint-Savin, La Roche-Posay
- Indre-et-Loire: Yzeures-sur-Creuse
- Indre: Néons-sur-Creuse